# Cristina Reyes
Cristina Eugenia Reyes Hidalgo (Guayaquil, 26 de agosto de 1981) es una poeta, abogada y política ecuatoriana. Fue elegida como asambleísta nacional por el Partido Social Cristiano entre 2013 y 2020, y llegó a integrar el Consejo de Administración Legislativa.Fue la Presidenta del Parlamento Andino, desde el 14 de julio del 2023 hasta el 27 de julio de 2024,previamente fue Parlamentaria Andina del Ecuador entre 2021 y 2024 y Vicepresidenta de la Comisión de educación.

## Biografía
Nació el 26 de agosto de 1981 en el seno de una familia católica, dedicada a la profesión de las ciencias médicas. Hija de los doctores Xavier Reyes Feijoo y Cristina Hidalgo de Reyes. Es la mayor de tres hermanos, de Xavier y Belisario Reyes Hidalgo. Estudió en el colegio católico Las Mercedarias. Fue reina de Guayaquil en el 2000. Estudió leyes en la Universidad Católica de Santiago de Guayaquil y obtuvo un máster en Acción Política por la Universidad Francisco de Vitoria en España.
Fue conductora de programas en TC Televisión, RTS (anteriormente conocido como Telesistema), Telerama, y en Ecuavisa. Su primera aparición como reportera en la televisión fue en el programa "Ventana a la Calle", conducido por Kenneth Carrera, quien luego fue sustituido por Reyes cuando este se involucró en la política.

### Carrera política
En noviembre del 2007 formó parte de la Asamblea Constituyente de 2007 como asambleísta por el Partido Social Cristiano, en la misma integró la mesa sobre Soberanía e integración latinoamericana. Para las elecciones municipales de Guayaquil de 2009 se postuló a concejal de la ciudad por la alianza entre el Partido Social Cristiano y el Movimiento Cívico Madera de Guerrero, obteniendo la segunda votación más alta entre los concejales, detrás sólo de Polo Baquerizo.
En noviembre de 2012 renunció a su cargo de concejal para participar en las elecciones legislativas de 2013, en las que fue elegida asambleísta nacional en representación de la provincia de Guayas. Durante el periodo fue parte de la Comisión de los trabajadores y seguridad social de la Asamblea Nacional.
Para las elecciones legislativas de 2017 fue reelegida al cargo de asambleísta.
En agosto de 2017 acusó de ineficiencia al Consejo de Administración Legislativa en una entrevista, lo que provocó que fuera sancionada en enero de 2018 con una suspensión de 10 días sin sueldo. Ante ello, el 16 de enero, presentó una acción de protección en la Función Judicial para contrarrestar la medida. Una semana más tarde, la jueza Lucila Gómez dejó sin efecto la sanción, admitiendo la acción de protección a su favor.
El 8 de enero fue posesionada como tercer vocal del Consejo de Administración Legislativa (CAL) con 79 votos a favor, 27 en contra y 11 abstenciones, tras la renuncia de Luis Fernando Torres.
En 2020, fue propuesta como la candidata oficial del Partido Social Cristiano para la presidencia de la República con miras a las elecciones de 2021, y tras el proceso de elecciones primarias dentro a la organización de modo virtual resultó electa junto a Diego Salgado como su compañero de fórmula, sin embargo declinó eventualmente su candidatura para priorizar alianzas estratégicas con otros partidos en una coalición política, y fue candidata al Parlamento Andino por la misma tienda política.
Tras conocerse los resultados de las elecciones al Parlamento Andino en 2021, se confirmó que había obtenido un escaño en el organismo supranacional en representación del Partido Social Cristiano.
El 20 de junio de 2022 anunció su desafiliación del PSC y aseveró que su decisión estaba motivada por discrepancias profundas con algunos militantes del partido.
En las elecciones para renovar el Parlamento Andino, llevadas a cabo el 14 de julio del 2023, fue electa Presidenta del Parlamento Andino por un año.

## Vida personal
El 26 de agosto de 2021, Cristina Reyes y su novio, Patrick Mittaz, se comprometieron en matrimonio en una sorpresa preparada por Mittaz por el día de su cumpleaños. La boda se realizó el 19 de febrero de 2022 en una ceremonia en la playa de la ciudad de Manta.Su divorcio se realizó en julio de 2024.

## Obras
Cristina Reyes ha publicado varios libros de poesía. El primero de ellos, Travesía, es una recopilación de 62 poemas, la mayoría con temática romántica. Entre sus poemarios se cuentan:
- Travesía (2000)
- Tierna Furia (2007)
- Yo Libertadora (2012)[28]
- Mis plenos poderes (2018)[29]